# 井原水産
井原水産株式会社（いはらすいさん、英称:IHARA & CO., LTD）は、北海道留萌市に本社を置く水産加工会社である。

## 所在地
- 本社
  - 北海道留萌市船場町1丁目24番地
- 札幌支社
  - 北海道小樽市銭函3丁目263-23

## 事業内容
- 水産物の加工および輸入販売
- 農産物の加工および輸入販売
- 不動産の賃貸

## 沿革
- 昭和29年10月　留萌市本町にて、会社設立
- 昭和43年 4月　現住所に本社移転
- 平成12年 5月 大阪営業所
- 平成12年10月 東京事務所を設立
- 令和7年8月　株式会社 西原商会（鹿児島市）の完全子会社化